# Acht Gezichten van Taiwan
De Acht Gezichten van Taiwan (traditioneel Chinees: 臺灣八景, hanyu pinyin: Táiwān bājǐng) zijn acht beeldbepalende plaatsen, natuurgebieden en gebouwen in Taiwan die door het Ministerie van Transport zijn geselecteerd vanwege hun bijzondere plaats in de Taiwanese cultuur. De selectie is in de loop van de recente geschiedenis enkele keren aangepast.

## Geschiedenis
In 1927, ten tijde van de Japanse bezetting van Taiwan (1895–1945), werden voor het eerst acht plaatsen in Taiwan geselecteerd als meest beeldbepalende plaatsen van het land. Tot de acht plaatsen behoorden onder meer het Zon-Maanmeer, Alishan en het nationaal park Taroko. Deze lijst werd vastgesteld door het dagblad "台湾日日新报", op dat moment de eerste grote krant in noordelijk Taiwan. De provinciale regering van Taiwan onder auspiciën van de Nationalistische overheid in Nanjing, die werd opgericht in 1947 na het vertrek van de Japanners, stelde in 1953 een officiële lijst op. Het Zon-Maanmeer, Alishan en Taroko bleven hierbij behouden; de overige vijf Gezichten waren nieuw, waaronder Fort Zeelandia. In 2005 werd de derde en huidige versie vastgesteld. Hierbij werd Fort Zeelandia verwijderd en werden onder meer de Taipei 101 en het Nationaal Paleismuseum toegevoegd.

Acht Gezichten van Taiwan
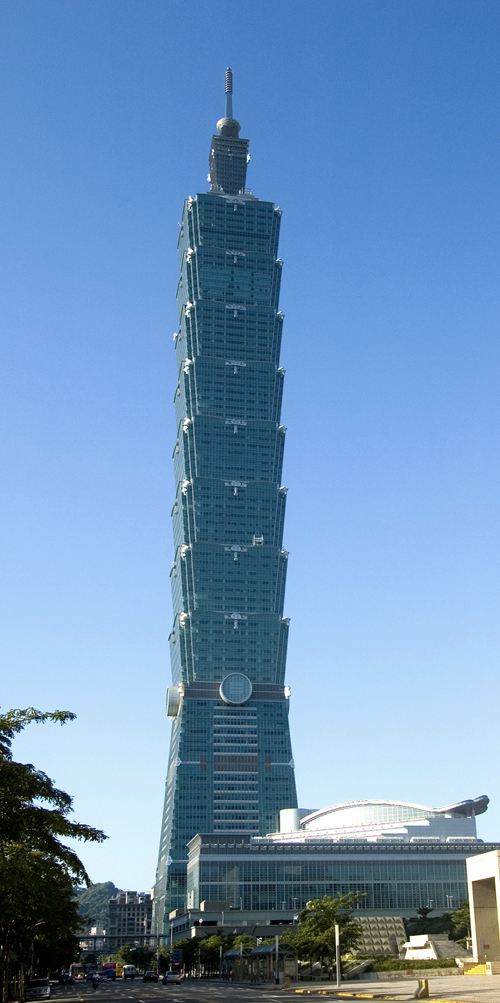
De Taipei 101 (臺北101) in Taipei. De wolkenkrabber was in de periode 2004–2010 het hoogste gebouw ter wereld.
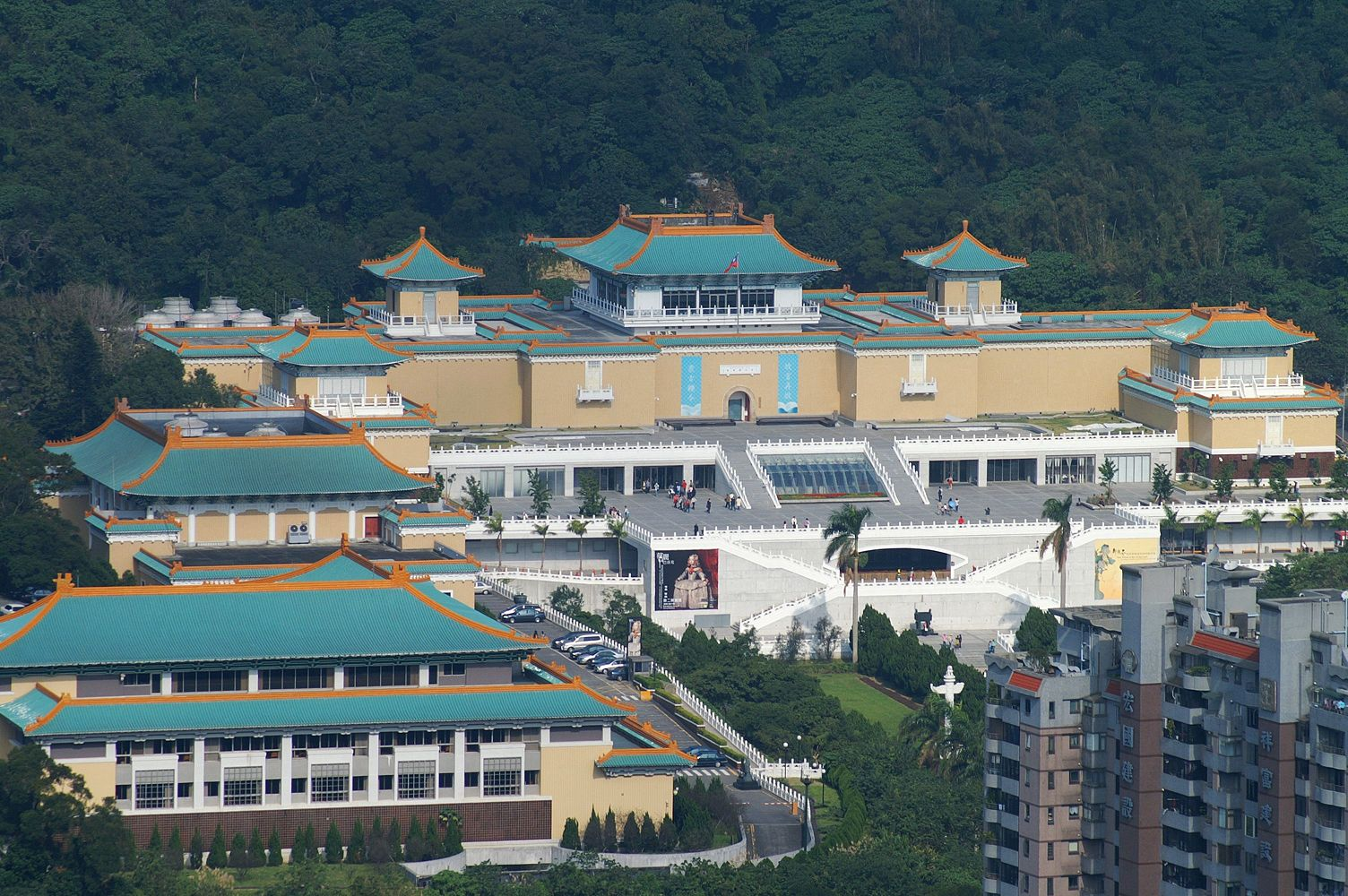
Het Nationaal Paleismuseum (臺北故宮) in Taipei. Met een collectie van bijna 700.000 stukken is het een van de grootste musea ter wereld.
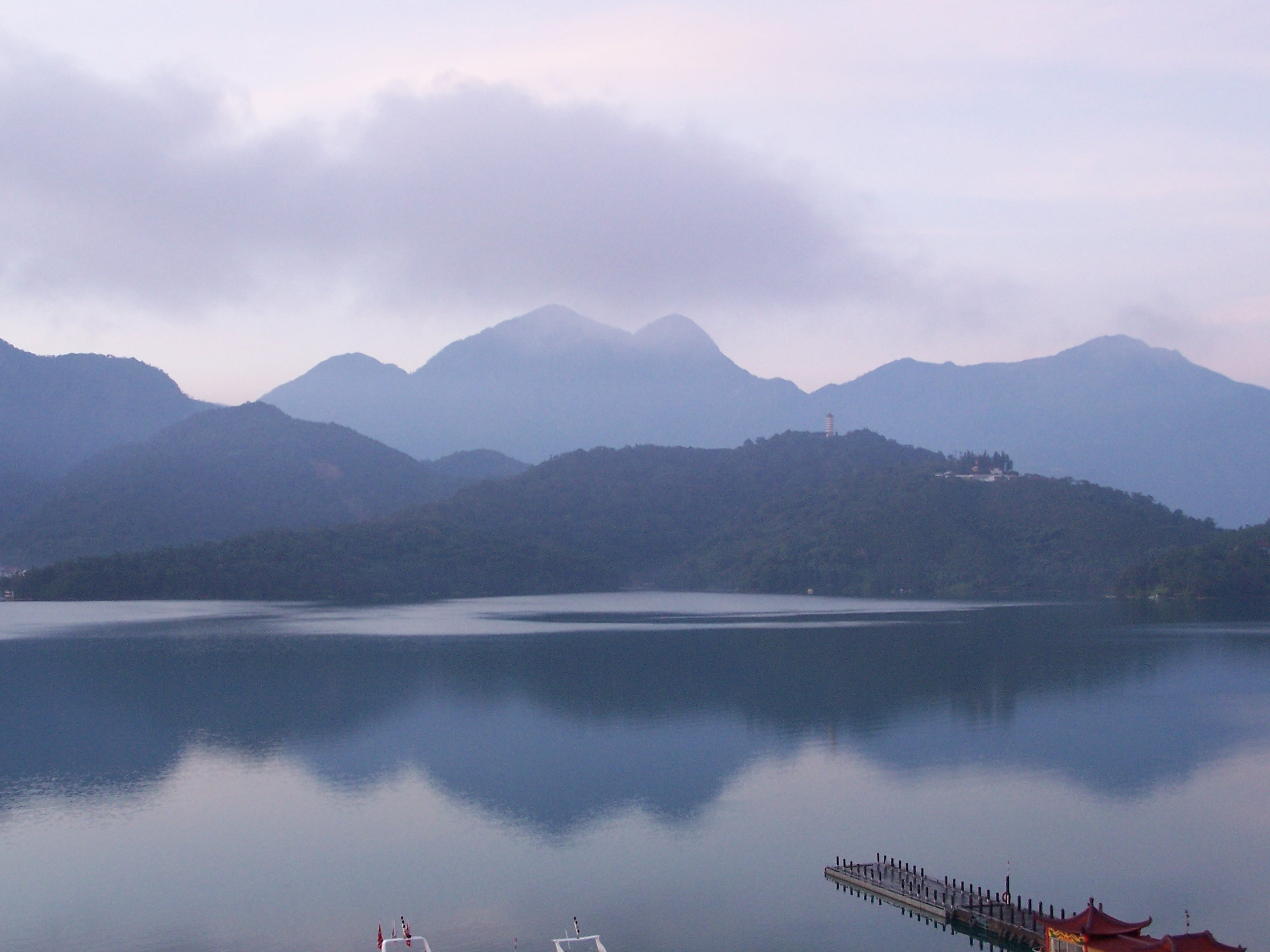
Het Zon-Maanmeer (日月潭) in Nantou, Midden-Taiwan. Het is het grootste wateroppervlak op het eiland. Het oostelijke deel van het meer stelt een zon voor; het westelijke deel een maan.
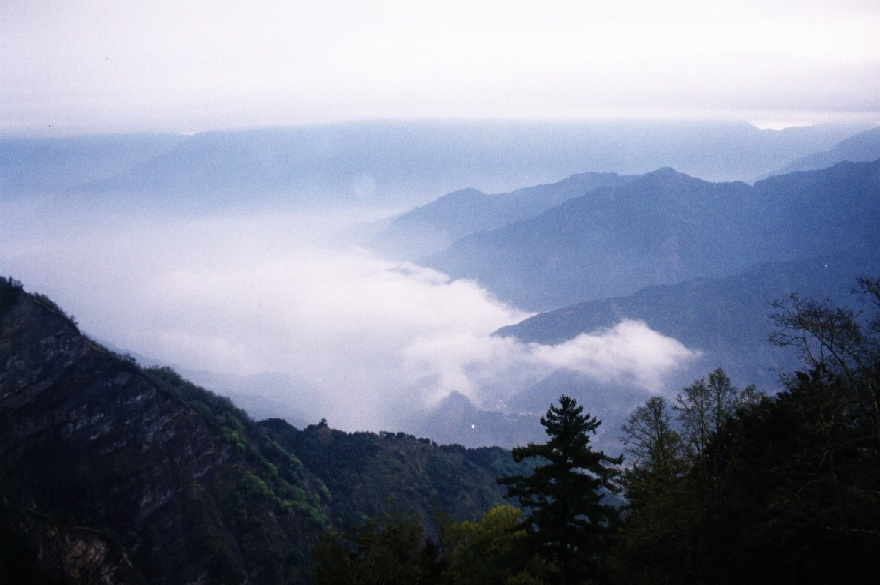
Alishan (阿里山) is een berg in het zuidwesten van Taiwan.
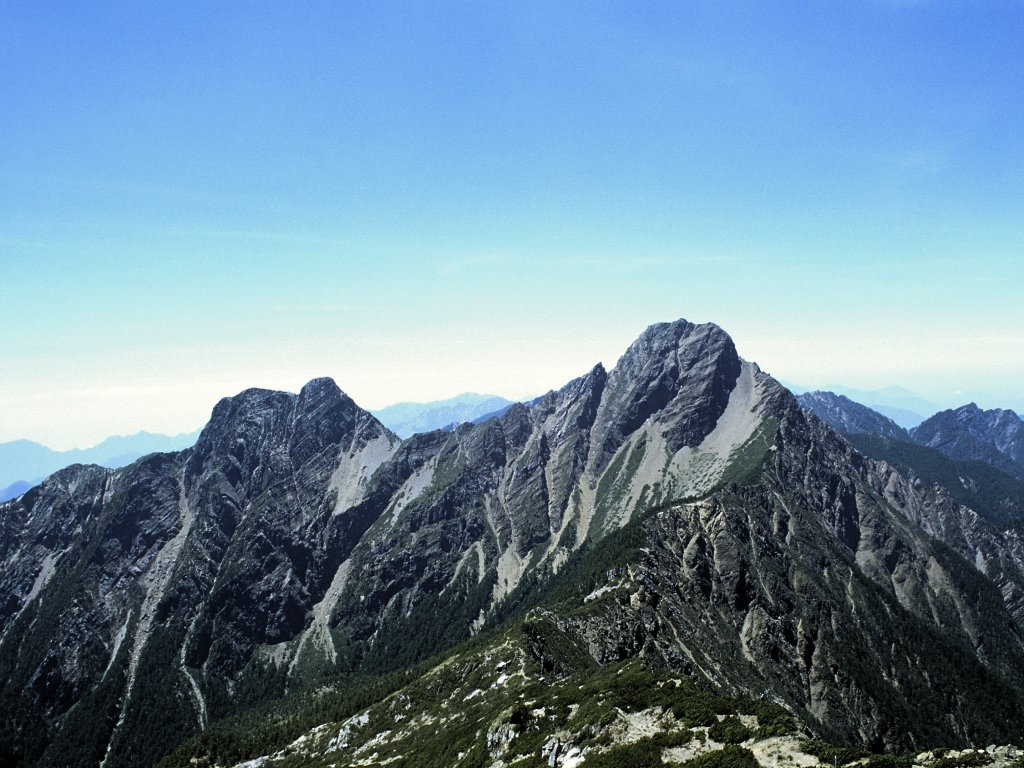
Yushan (玉山), gelegen ten oosten van Alishan. Het is met bijna vierduizend meter de hoogste berg van Taiwan.
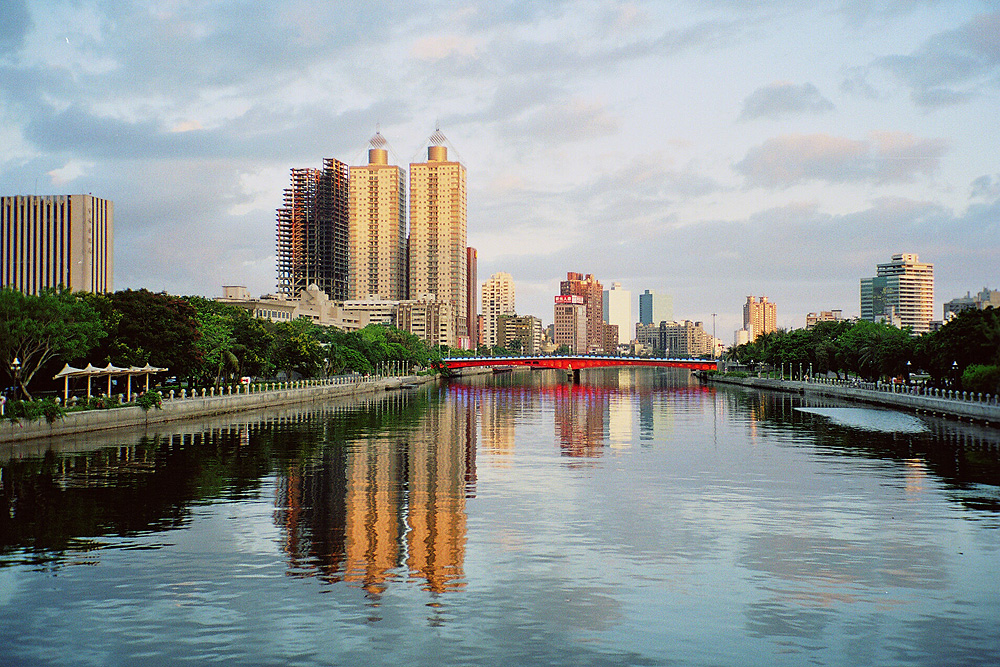
De Liefdesrivier (愛河) stroomt door de zuidelijke stad Kaohsiung. Het kanaal is van culturele waarde voor de inwoners van de stad en is populair bij toeristen.
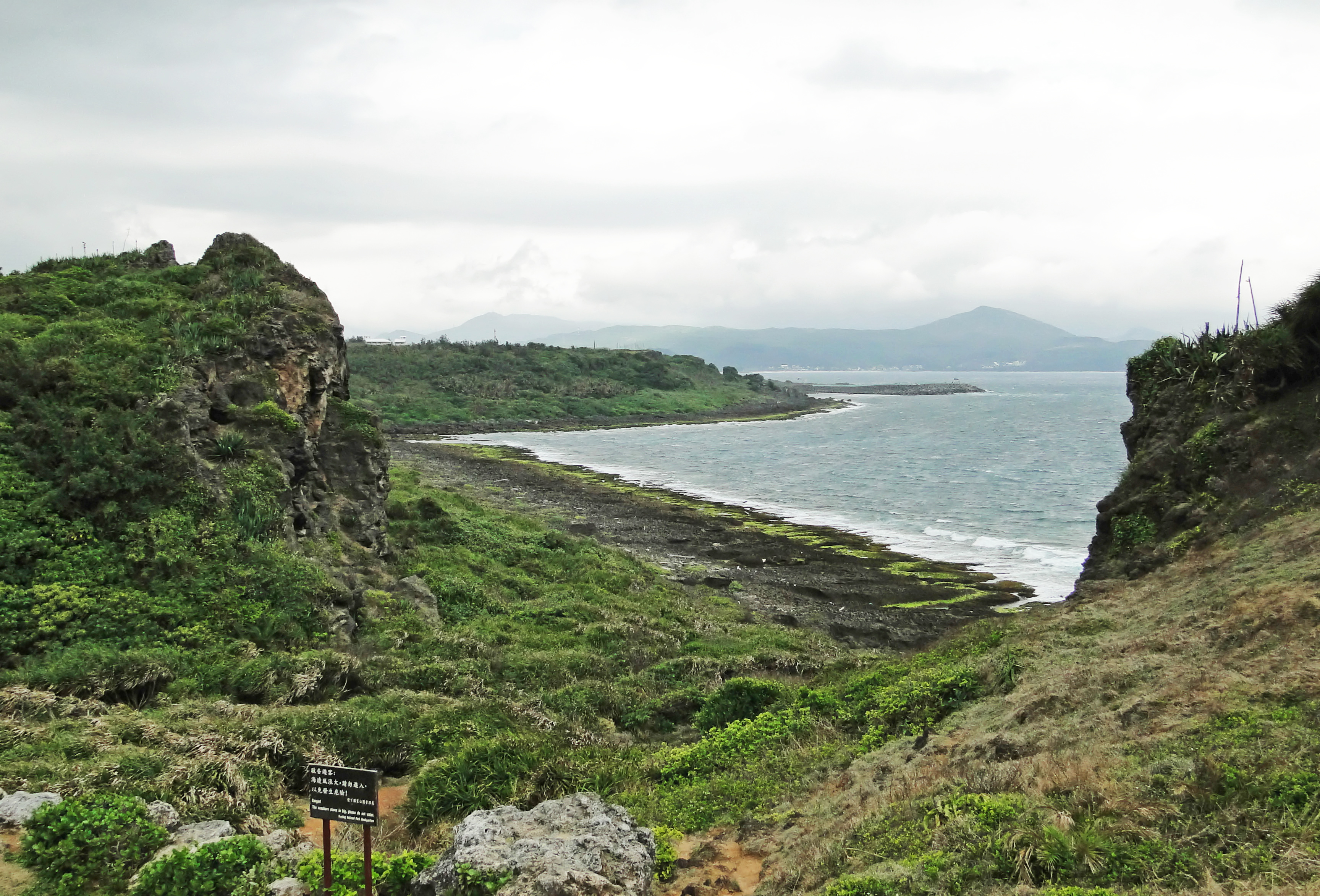
Het nationaal park Kenting (墾丁國家公園), gelegen op het zuidelijkste puntje van Taiwan, is het oudste nationaal park van het land, met name bekend om haar tropische stranden. Het is het meest bezochte nationaal park in Taiwan.
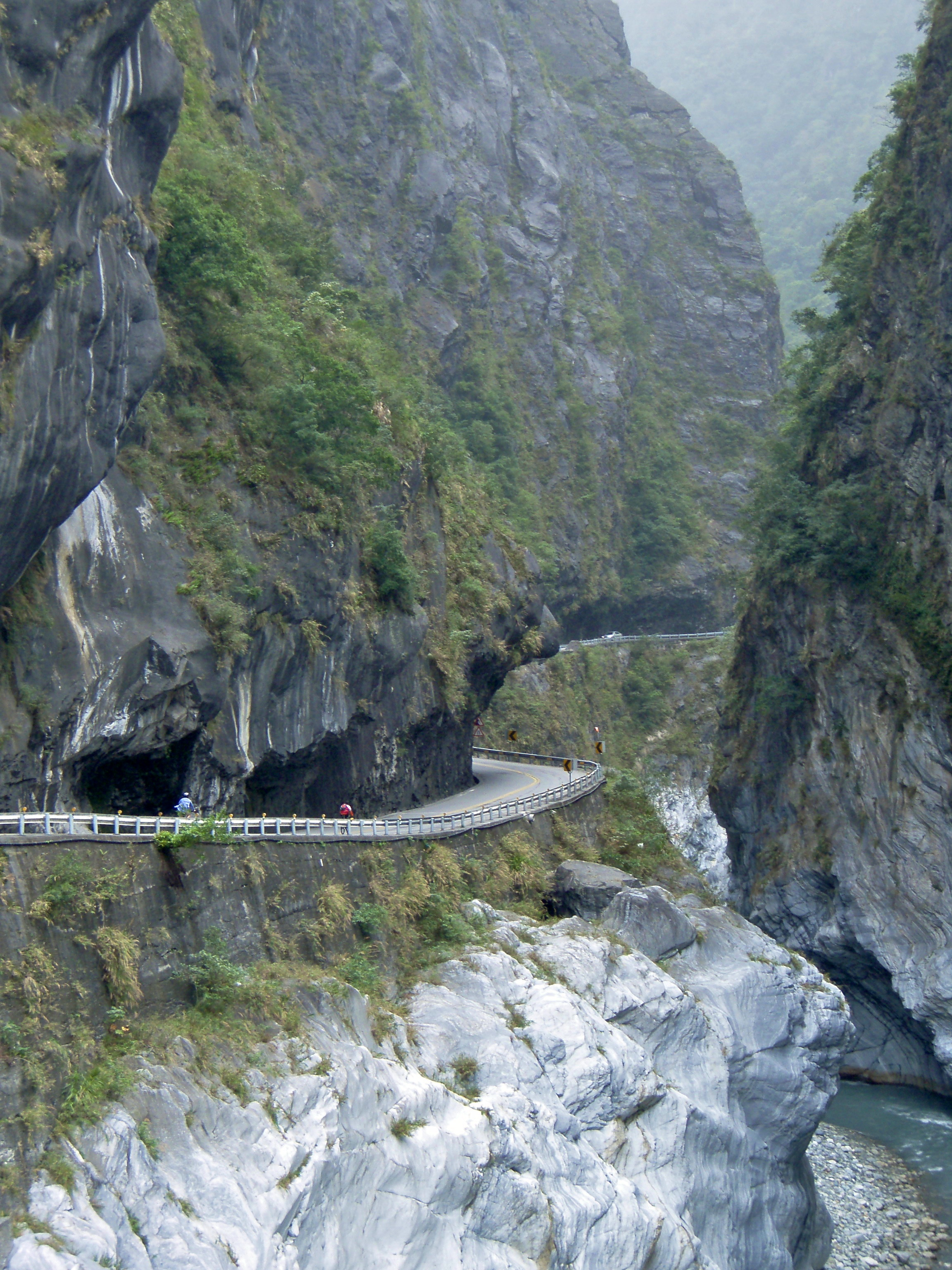
Het nationaal park Taroko (太魯閣國家公園), gelegen nabij de oostelijke kustplaats Hualien, staat bekend om de kilometerslange kloof.